# おうし座T型星

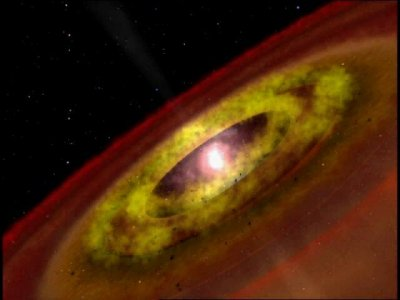
おうし座T型星を取り囲む降着円盤の想像図

おうし座T型星（おうしざテ（ィ）ーがたせい、英: T Tauri star、TTS）は、爆発型変光星の一種である。

## 概説
このグループに属する星として初めて同定されたおうし座のT星にちなんでその名が付けられている。おうし座T型星は分子雲の近傍に存在し、可視光で変光が見られることやスペクトルに彩層からの輝線が存在することで原始星と識別される。おうし座T型星はただ物理的性質として変光しているだけでなく、恒星の進化や惑星の形成にも関与している。そのため、惑星科学者はこのタイプの天体をTタウリ型星と呼んでいる。
おうし座T型星は主系列星の前段階にある星で、F,G,K,M 型のスペクトル型を持つ観測可能な恒星の中で最も若い。質量は2太陽質量以下である。おうし座T型星の表面温度は同じ質量を持つ主系列星の温度とほぼ同じだが、おうし座T型星は半径が大きいため、同質量の主系列星よりも明るい。中心温度は非常に低く水素燃焼は起こらない。代わりにおうし座T型星では星本体が自己重力で収縮する際に放出されるエネルギーで輝いている。このような収縮が約1億年続いた後、おうし座T型星は主系列星になる。典型的なおうし座T型星は1日から12日という早い周期で自転しており、非常に活動的で不規則に変光する。
おうし座T型星の表面には面積の大きな黒点が存在することが示唆されており、これが変光の一要因であると考えられている。また強度が強くかつ変動するX線や電波も放射している（その強度は太陽の約1000倍に達する）。おうし座T型星の多くは極めて強力な恒星風を放出している。さらに別の変光の原因として、おうし座T型星はガス円盤に囲まれているものが多く、この円盤に含まれる物質の塊（原始惑星や微惑星）が星の光を遮ることでも変光が起きると考えられている。
おうし座T型星のスペクトルを観測すると、太陽や他の主系列星に比べて多量のリチウムが存在していることが分かる。リチウムは約250万K以上の温度では核融合反応によって失われるため、主系列星にはほとんど含まれない。1990年代に50個以上のおうし座T型星のリチウム存在量を観測した研究によると、おうし座T型星に含まれるリチウムの消費量は星の大きさに強く依存しており、このことから、林トラックと呼ばれる主系列前段階後期の対流が非常に強く不安定な時期に、中心部で陽子-陽子連鎖反応と同様の「リチウム燃焼」と言うべき核融合反応が起こり、これが重力収縮と並んでおうし座T型星の主なエネルギー源の一つとなっていることが示唆されている。おうし座T型星の速い自転は内部の物質の混合を促進し、リチウムが核融合で消費される恒星中心部へのリチウムの輸送量を増やすことになる。一般にこの段階の星は角運動量保存則によって、年齢が経って収縮が進むほど自転速度は速くなる。このため、年齢が進んだ星ほどリチウムの消費率は大きくなる。またリチウム燃焼は温度が高いほど、また星の質量が大きいほど反応速度が上がり、最大で1億年を少し越える程度の期間持続すると見積もられている。
リチウム燃焼は以下の過程で起こる。
- {\displaystyle p^{+}+{}^{6}\mathrm {Li} \ \rightarrow \ {}^{7}\mathrm {Be} } （不安定）
- {\displaystyle {}^{7}\mathrm {Be} \ \rightarrow \ {}^{7}\mathrm {Li} }
- {\displaystyle p^{+}+{}^{7}\mathrm {Li} \ \rightarrow \ {}^{8}\mathrm {Be} } （不安定）
- {\displaystyle {}^{8}\mathrm {Be} \ \rightarrow \ {}^{4}\mathrm {He} +{}^{4}\mathrm {He} +{\mbox{energy}}}

この反応は質量が木星の60倍（0.057太陽質量）より小さい星では起こらない。このようにして、リチウムの消費率をおうし座T型星の年齢の計算に用いることができる。
おうし座T型星の約半数は、星周円盤 (circumstellar disk) を持っており、この段階の星の場合にはこの円盤が太陽系と同様の惑星系の元となると考えられているため、特に原始惑星系円盤と呼ばれる。星周円盤はおよそ107年という時間尺度で散逸すると見積もられている。また、おうし座T型星の多くは連星系である。
おうし座T型星の活動的な磁場や強い恒星風は、中心星から原始惑星系円盤へ角運動量が運ばれる手段の一つであると考えられている。我々の太陽系の形成初期にあったと考えられるおうし座T型星段階でも、収縮しつつある太陽の角運動量がこのような過程によって原始惑星系円盤へと輸送され、やがて惑星となったと推定される。
より質量の大きな星（2 - 8太陽質量）がおうし座T型星と同様の進化段階にある、A,B型のスペクトルを持つ主系列前段階の星をハービッグAe/Be型星 (Herbig Ae/Be star) と呼ぶ。さらに質量の大きい（8太陽質量以上の）主系列前段階の星は観測されていない。このような大質量星は非常に早く進化するためである。このような大質量星が（周囲を取り巻くガスや塵の雲を失って）観測可能になる頃には、中心部の水素は既に核融合を起こして主系列星となっている。

## ギャラリー

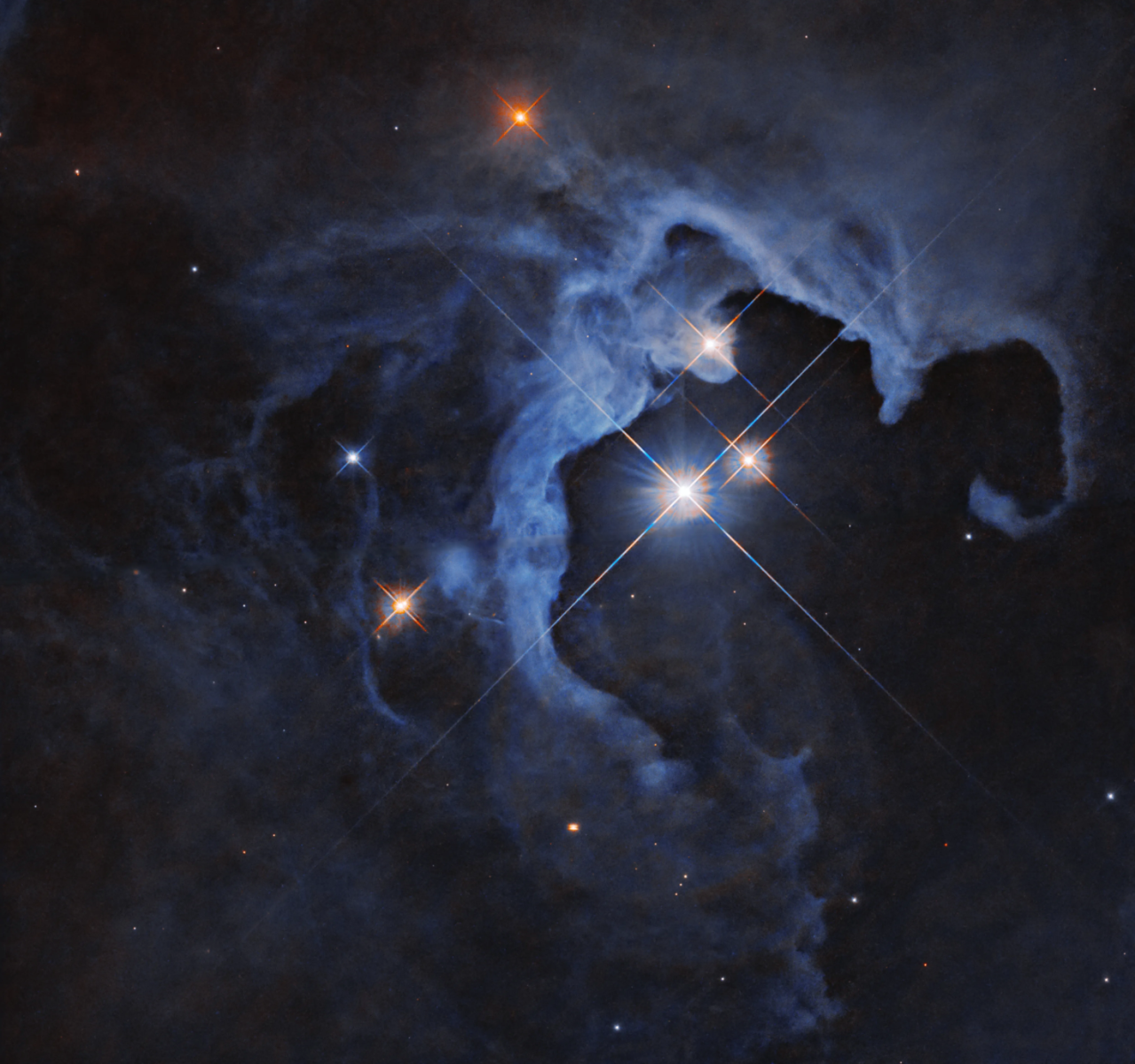
中央やや右の三つの星はおうし座の三重星（HP TauとHP Tau G2とHP Tau G3）